# Susanna Koch
Susanna Koch (* 14. Juli 1987 in Oberwart) ist eine österreichische Fußballspielerin.

## Karriere

### Vereine
Koch begann ihre Karriere im Nachwuchs des SV Oberwart. Danach wechselte sie in die Damensektion des SC Pinkafeld, aus der 2002 der FC Südburgenland hervorging. Seit der Zeit spielt Koch beim FC Südburgenland und ist seit etlichen Jahren auch Spielführerin der Mannschaft, die 2003 in die Bundesliga aufstieg. Mit dem FC Südburgenland schaffte Koch 2004 den Einzug ins Cupfinale und gewann 2011 den Österreichischen Vizemeistertitel.

### Nationalmannschaft
Koch ist A-Nationalspielerin und erzielte in bislang 11 Länderspielen ein Tor beim 5:3-Sieg gegen Ungarn.